# Tour de Catalogne 1929
Le Tour de Catalogne 1929 est la 11e édition du Tour de Catalogne, une course cycliste par étapes en Espagne. L’épreuve se déroule sur sept étapes entre le 9 et le 15 septembre 1929, sur un total de 1 117 km. Le vainqueur final est l'Espagnol Mariano Cañardo, devant le Belge Jean Aerts et l'Italien Arturo Bresciani.

## Étapes
| Étape     | Date         | Villes étapes           | km     | Vainqueur d’étape | Leader du classement général |
| --------- | ------------ | ----------------------- | ------ | ----------------- | ---------------------------- |
| 1re étape | 8 septembre  | Barcelone - Reus        | 141 km | Jean Aerts        | Jean Aerts                   |
| 2e étape  | 9 septembre  | Reus - La Sénia         | 124 km | José Maria Sans   | José Maria Sans              |
| 3e étape  | 10 septembre | La Sénia - Tàrrega      | 214 km | Jean Aerts        | Jean Aerts                   |
| 4e étape  | 11 septembre | Tàrrega - Puigcerdà     | 164 km | Jean Aerts        | Jean Aerts                   |
| 5e étape  | 13 septembre | Puigcerdà - Palafrugell | 197 km | Jean Aerts        | Jean Aerts                   |
| 6e étape  | 14 septembre | Palafrugell - Gironella | 172 km | Mariano Cañardo   | Mariano Cañardo              |
| 7e étape  | 15 septembre | Gironella - Barcelone   | 105 km | Jean Aerts        | Mariano Cañardo              |

### Étape 1 Barcelone - Reus. 141,0 km
|   | Cycliste        | Temps           |
| - | --------------- | --------------- |
| 1 | Jean Aerts      | 4 h 04 min 14 s |
| 2 | José Maria Sans | m.t.            |
| 3 | Joan Mateu      | m.t.            |

|   | Cycliste        | Temps           |
| - | --------------- | --------------- |
| 1 | Jean Aerts      | 4 h 04 min 14 s |
| 2 | José Maria Sans | m.t.            |
| 3 | Joan Mateu      | m.t.            |

### Étape 2. Reus - La Sénia. 124,0 km
|   | Cycliste         | Temps           |
| - | ---------------- | --------------- |
| 1 | José Maria Sans  | 4 h 09 min 36 s |
| 2 | Georges Cuvelier | m.t.            |
| 3 | Mariano Cañardo  | m.t.            |

|   | Cycliste         | Temps           |
| - | ---------------- | --------------- |
| 1 | José Maria Sans  | 8 h 13 min 50 s |
| 2 | Jean Aerts       | m.t.            |
| 3 | Georges Cuvelier | m.t.            |

### Étape 3. La Sénia - Tàrrega. 214,0 km
|   | Cycliste       | Temps           |
| - | -------------- | --------------- |
| 1 | Jean Aerts     | 9 h 21 min 44 s |
| 2 | Lazare Venot   | + 1 min 28 s    |
| 3 | Robert Brugere | + 1 min 34 s    |

|   | Cycliste         | Temps            |
| - | ---------------- | ---------------- |
| 1 | Jean Aerts       | 17 h 35 min 34 s |
| 2 | Mariano Cañardo  | + 3 min 00 s     |
| 3 | Georges Cuvelier | + 5 min 13 s     |

### Étape 4. Tàrrega - Puigcerdà. 164,0 km
|   | Cycliste        | Temps           |
| - | --------------- | --------------- |
| 1 | Jean Aerts      | 6 h 05 min 25 s |
| 2 | Joan Mateu      | m.t.            |
| 3 | Mariano Cañardo | + 3 s           |

|   | Cycliste        | Temps            |
| - | --------------- | ---------------- |
| 1 | Jean Aerts      | 23 h 40 min 49 s |
| 2 | Mariano Cañardo | + 3 min 03 s     |
| 3 | Lazare Venot    | + 6 min 27 s     |

### Étape 5. Puigcerdà - Palafrugell. 197,0 km
|   | Cycliste         | Temps           |
| - | ---------------- | --------------- |
| 1 | Jean Aerts       | 6 h 20 min 02 s |
| 2 | Arturo Bresciani | m.t.            |
| 3 | José Maria Sans  | m.t.            |

|   | Cycliste         | Temps            |
| - | ---------------- | ---------------- |
| 1 | Jean Aerts       | 30 h 01 min 01 s |
| 2 | Mariano Cañardo  | + 2 min 53 s     |
| 3 | Arturo Bresciani | + 5 min 42 s     |

### Étape 6. Palafrugell - Gironella. 172,0 km
|   | Cycliste          | Temps           |
| - | ----------------- | --------------- |
| 1 | Mariano Cañardo   | 6 h 21 min 05 s |
| 2 | Federico Ezquerra | + 5 min 55 s    |
| 3 | Arturo Bresciani  | + 6 min 00 s    |

|   | Cycliste         | Temps            |
| - | ---------------- | ---------------- |
| 1 | Mariano Cañardo  | 36 h 24 min 69 s |
| 2 | Jean Aerts       | + 3 min 37 s     |
| 3 | Arturo Bresciani | + 10 min 39 s    |

### Étape 7. Gironella - Barcelone. 105,0 km
|   | Cycliste               | Temps           |
| - | ---------------------- | --------------- |
| 1 | Jean Aerts             | 3 h 35 min 39 s |
| 2 | Vicente Cebrián Ferrer | m.t.            |
| 3 | José Maria Sans        | m.t.            |

|   | Cycliste         | Temps            |
| - | ---------------- | ---------------- |
| 1 | Mariano Cañardo  | 40 h 01 min 44 s |
| 2 | Jean Aerts       | + 2 min 51 s     |
| 3 | Arturo Bresciani | + 8 min 33 s     |

## Classement final
| Pos. | Cycliste           | Temps            |
| ---- | ------------------ | ---------------- |
| 1    | Mariano Cañardo    | 40 h 01 min 44 s |
| 2    | Jean Aerts         | + 2 min 51 s     |
| 3    | Arturo Bresciani   | + 8 min 33 s     |
| 4    | Joan Mateu         | + 16 min 01 s    |
| 5    | Vicente Trueba     | + 17 min 57 s    |
| 6    | José Maria Sans    | + 27 min 05 s    |
| 7    | Adrien Buttafocchi | + 30 min 23 s    |
| 8    | Lazare Venot       | + 31 min 30 s    |
| 9    | Josep Figueras     | + 38 min 07 s    |
| 10   | Joseph Mauclair    | + 40 min 24 s    |